# Dragomir Milošević
Dragomir Milošević (nacido el 4 de febrero de 1942 en Ub, Yugoslavia) es Comandante de las Fuerzas Armadas de la República Srpska durante el sitio de Sarajevo donde murieron más de 12.000 personas entre 1992 y 1995. El 3 de diciembre de 2004 se entregó voluntariamente al Tribunal Penal Internacional para la ex Yugoslavia después de ser acusado por la Corte de cometer tres delitos de crímenes contra la humanidad y cuatro de crímenes de guerra. El 12 de diciembre de 2007 fue condenado por los crímenes cometidos contra la población civil por las tropas a su mando a 33 años de cárcel. El Tribunal declaró que «las pruebas muestran que durante un periodo de 15 meses el cuerpo de Romanija del ejército serbobosnio llevó a cabo una campaña de asedio desde las colinas de Sarajevo que tuvo como consecuencia muertos y heridos entre gran número de la población civil de Sarajevo».